# Kościół Chrystusa Króla w Brudzewicach
Kościół Chrystusa Króla w Brudzewicach – katolicki kościół filialny zlokalizowany we wsi Brudzewice w gminie Suchań, w powiecie stargardzkim (województwo zachodniopomorskie). Należy do parafii Świętych Apostołów Piotra i Pawła w Barzkowicach.

## Historia i architektura
Pochodzący oryginalnie z XV wieku kościół został całkowicie przebudowany w 1807 roku. Wzniesiony na planie prostokąta, murowany jest z kamienia, z ceglanym wykończeniem w partiach szczytowych. Niewielkich rozmiarów świątynia zakończona jest od strony wschodniej i od zachodniej prostą ścianą. Nawę nakrywa dach dwuspadowy. W elewacji północnej znajdują się trzy ostrołukowe okna, od elewacji południowej dwa okna i portal wejściowy. Okna i portal pochodzą z okresu XIX-wiecznej przebudowy, w ścianie zachodniej zachował się zamurowany oryginalny portal gotycki. Strop wewnątrz kościoła jest otynkowany. Na ścianie zachodniej zachowała się empora.
Obok kościoła znajduje się wolnostojąca dzwonnica, nakryta czworobocznym daszkiem. Zawieszony jest na niej dzwon z 1827 roku.

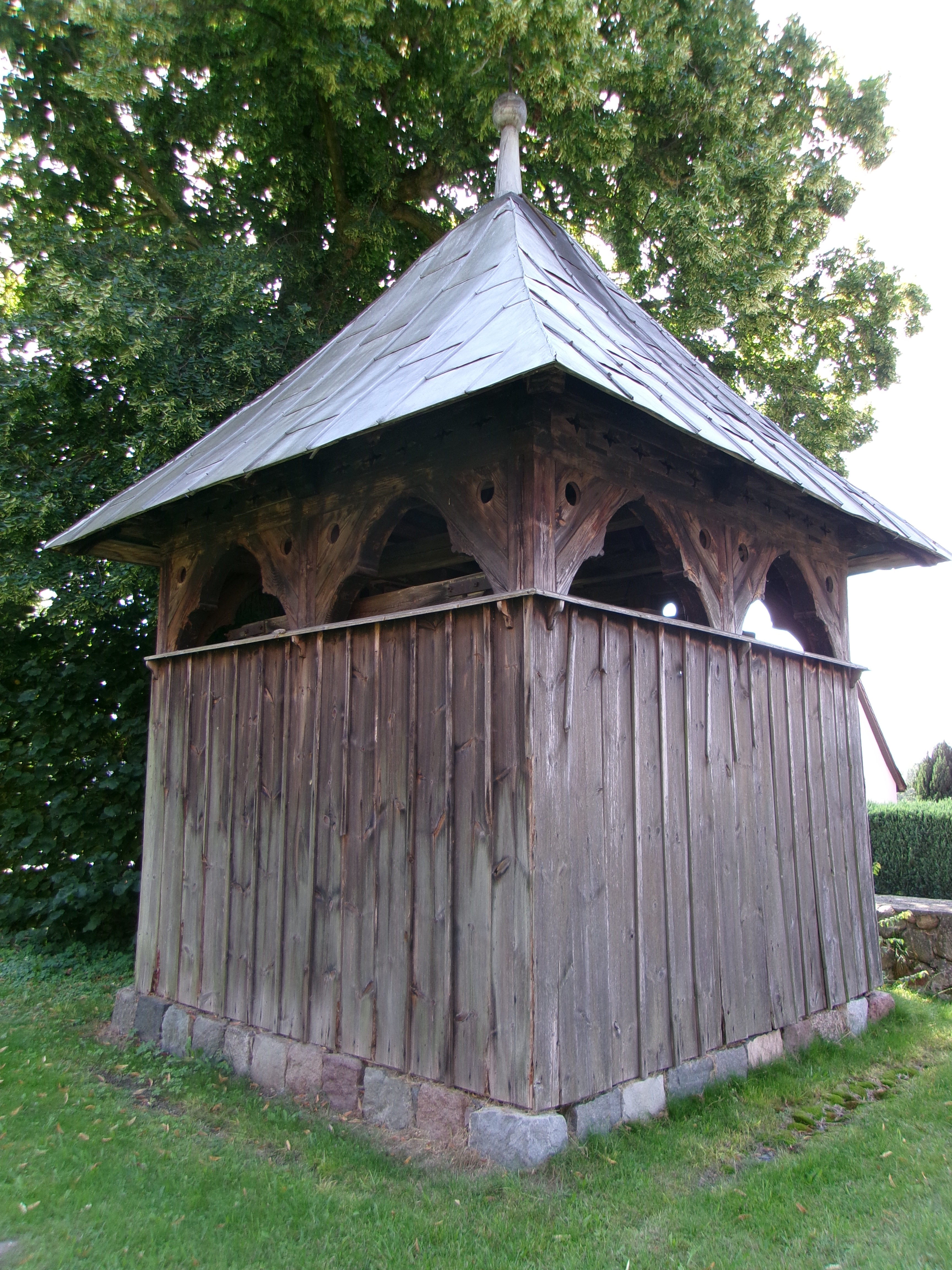
Dzwonnica

Po II wojnie światowej kościół został konsekrowany jako świątynia katolicka w dniu 28 października 1945 roku.